# Elettra (Giraudoux)
Elettra (titolo originale Electre) è una tragedia di Jean Giraudoux del 1937.
L'opera ha una struttura particolare: un primo atto corposo, un secondo atto breve e, tra l'uno e l'altro, un intermezzo dal titolo Le lamento du jardinier.
In questo intermezzo Giraudoux mette due temi principali, una ironia amara e una maniera di rifare il mondo. Giraudoux in questo monologo denuncia la crudeltà del mondo e mostra la sua tenerezza verso i deboli e gli sconfitti.